# Vierville (Manche)
Vierville ist eine Ortschaft und Commune déléguée in der französischen Gemeinde Carentan-les-Marais mit 31 Einwohnern (Stand: 1. Januar 2022) im Département Manche in der Region Normandie. Vierville liegt in einer flachen Region und ist landwirtschaftlich geprägt. Durch das Dorf verläuft die Departementsstraße D913.
Der Tumulus von Vierville (auch Dolmen von Vierville genannt – nicht Vierville-sur-Mer) ist eine Megalithanlage in Vierville.

## Geschichte
Am 1. Januar 2019 wurde die Kommune in die Commune nouvelle Carentan-les-Marais eingegliedert. Sie ist seitdem Commune déléguée.

## Bevölkerungsentwicklung

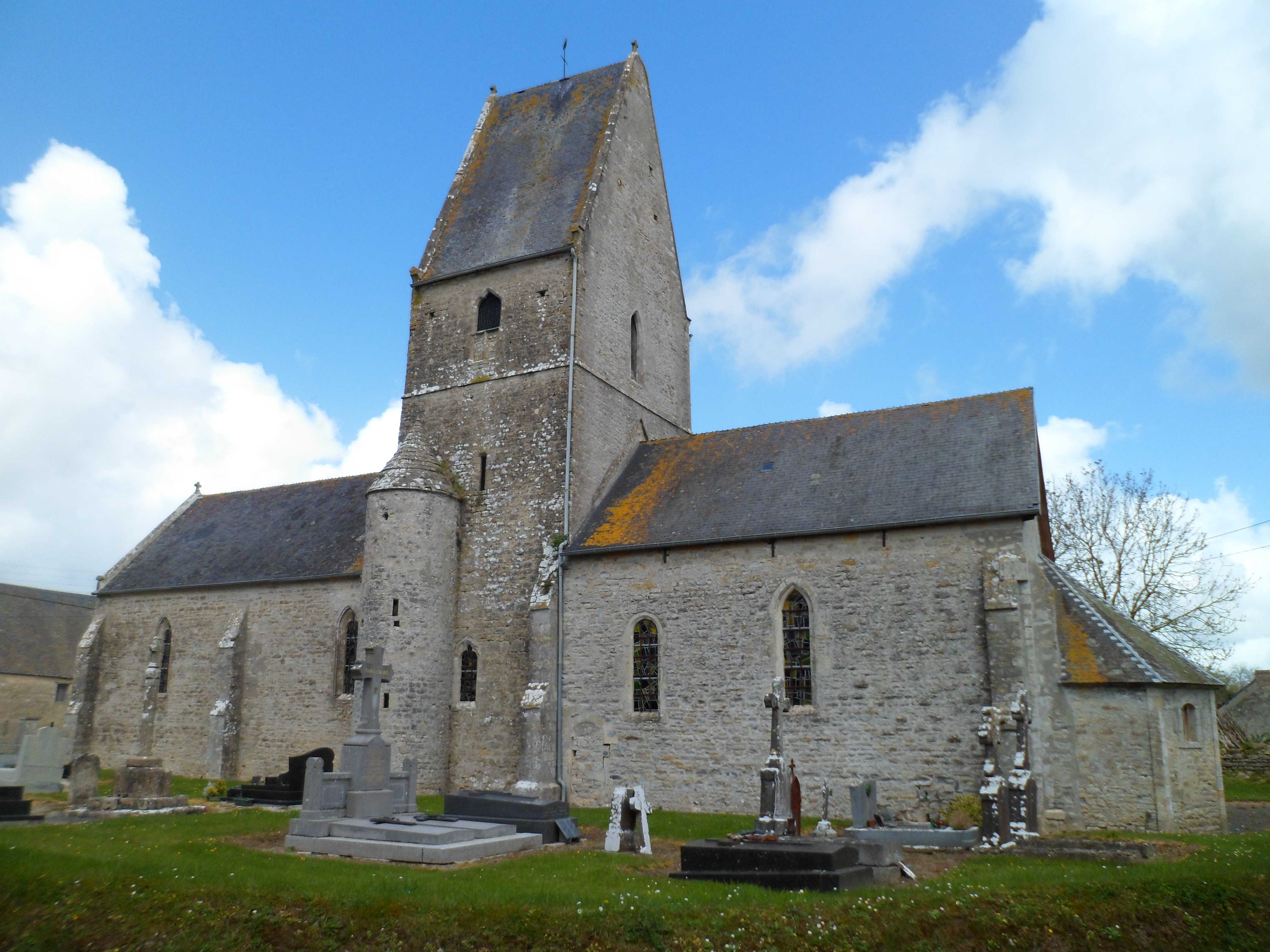
Kirche Saint-Éloi in Vierville

| 1962 | 1968 | 1975 | 1982 | 1990 | 1999 | 2012 |
| ---- | ---- | ---- | ---- | ---- | ---- | ---- |
| 76   | 60   | 41   | 56   | 48   | 41   | 38   |